# 格罗布勒伊
格罗布勒伊（法語：Grosbreuil，法語發音：[ɡʁobʁœj]）是法国卢瓦尔河地区大区旺代省的一个市镇，位于该省西部偏南，属于莱萨布勒多洛讷区。

## 地理
格罗布勒伊（46°32'20"N, 1°37'5"W）面积36.33 平方千米，位于法国卢瓦尔河地区大区旺代省，该省份为法国西部沿海省份，北起大西洋卢瓦尔省和曼恩-卢瓦尔省，西临大西洋，南至滨海夏朗德省，东部及东南部与德塞夫勒省接壤。
与格罗布勒伊接壤的市镇（或旧市镇、城区）包括：勒日鲁阿尔、尼约勒勒多朗、普瓦鲁、圣富瓦、圣马蒂兰、塔尔蒙-圣伊莱尔、莱萨沙尔。

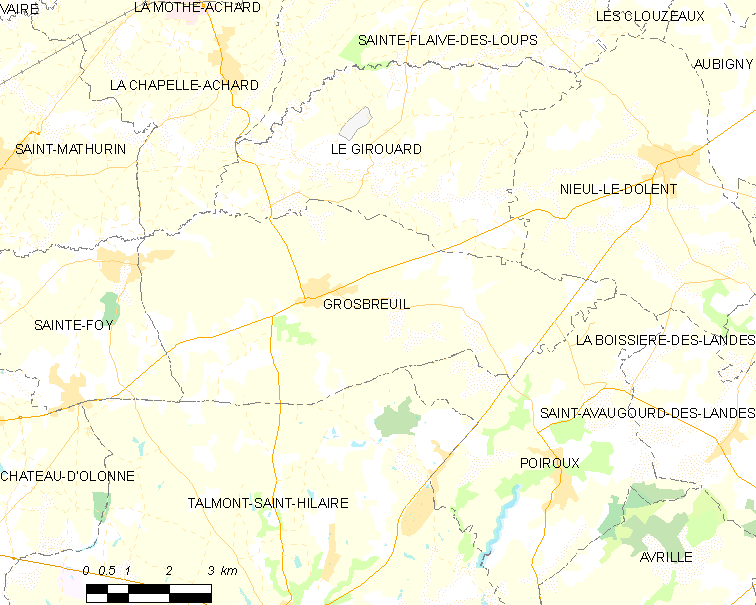
格罗布勒伊的OSM定位图

格罗布勒伊的时区为UTC+01:00、UTC+02:00（夏令时）。

## 行政
格罗布勒伊的邮政编码为85440，INSEE市镇编码为85103。

## 政治
格罗布勒伊所属的省级选区为塔尔蒙-圣伊莱尔县。

## 人口

1962-2008年间格罗布勒伊人口变化图示

格罗布勒伊于2022年1月1日时的人口数量为2216人。